# Helmut Wagner
Helmut Wagner (18 de agosto de 1915, Köslin, Pomerania - 7 de junio de 1944.), fue un oficial de la Luftwaffe durante la Segunda Guerra Mundial, galardonado con la Cruz de Caballero de la Cruz de Hierro (del alemán: Ritterkreuz des Eisernen Kreuzes). Tal distinción le fue otorgada en reconocimiento a su valentía en el campo de batalla y a su exitoso liderazgo militar. Murió en acción cerca a St. Come-du-Mont, Normandía, en junio de 1944.